# Cryptus uzbekistanicus
Cryptus uzbekistanicus là một loài tò vò trong họ Ichneumonidae.